# The Tian Zu Hui
The Tian Zu Hui (Natural Foot Society) var en organisation i Kina, grundad 1895. Dess syfte var att verka mot den dåvarande seden med fotbindning. 
Det var den första västerländska sekulära föreningen mot fotbindning i Kina. Det hade funnits föreningar mot fotbindning sedan Heavenly Foot Society 1874 men de var kristna missionsföreningar, och den enda inhemska föreningen, Foot Emancipation Society, hade tvingats avbryta sin verksamhet. 
The Tian Zu Hui grundades av tio kvinnor av olika nationaliteter under ledning av den brittiska köpmanshustrun Alicia Little. Föreningen var en paraplyorganisation som grundade eller inkluderade många lokalföreningar. Den var uteslutande sekulär och höll avsiktligt all religion utanför saken. Den drev en kampanj bestående av föreläsningar, skrifter, pamfletter och namninsamlingar. Den riktade sig mot den icke kristna kinesiska överklassen. Föreningen arrangerade möten med kinesiska överklasskvinnor, något som dittills hade varit ovanligt. Den överlämnade en petition till änkekejsarinnan Cixi undertecknad av, som det påstods, alla västerländska kvinnor i Fjärran Östern. Cixi införde ett förbud 1902, men förbudet var tillfälligt, kunde inte införas och drogs tillbaka. 
Rörelsen var framgångsrik. Gradvis blev fler och fler kinesiska kvinnor medlemmar i föreningen, och 1907 övertogs dess ledning av kinesiskor. 1912 förbjöds slutligen fotbindning i Kina. 